# Metropolie Litauen
Die Metropolie Litauen (griechisch vμητροπολίτης Λιτβων) war eine orthodoxe Kirchenprovinz im Großfürstentum Litauen im 14. Jahrhundert. Sie unterstand dem Patriarchen von Konstantinopel und hatte ihren Sitz in Nawahradak, später in Vilnius.

## Geschichte
1291/92 wurde in einem Verzeichnis des Patriarchen von Konstantinopel ein orthodoxer Metropolit (Bischof) für Litauen erwähnt, ebenso für 1299/1300.
Sein Sitz war Nawahradak.
Seit 1302/03 bestand außerdem eine Metropolie Galizien mit Sitz in Halitsch. 1317, 1327 und 1329 wurde wieder ein Metropolit von Litauen erwähnt.
1355 bis 1362 wurde Roman von Großfürsten zum Metropoliten eingesetzt.
Seit 1373/75 war Cyprianos Metropolit von Litauen. 1380 bis 1382 war er auch Metropolit von Moskau, kehrte dann aber wieder nach Litauen zurück. 1390 wurde er erneut Metropolit von Moskau, und vereinigte beide Metropolitansitze als Metropolit von Kiew, der ganzen Rus und Litauen in seiner Person.
Seitdem gab es keine separaten Metropoliten von Litauen mehr.

## Metropoliten von Litauen
- Theophil (vor April 1317-nach April 1329)[5]
- Theodorit (1352–1354)
- Roman (1355–1362)
- Cyprianos (1373/75–1389), danach Metropolit von Kiew, der ganzen Rus und Litauen (1390–1406)